# Rue de Steinkerque
Rue de Steinkerque är en gata i Paris 18:e arrondissement. Den namngavs 1877 och hugfäster minnet av slaget vid Steinkerque, som utkämpades den 3 augusti 1692.
Rue de Steinkerque börjar vid Boulevard de Rochechouart 70 och slutar vid Place Saint-Pierre 13.